# Axel Vilhelm Lilliestråle
Axel Vilhelm Lilliestråle, före adlandet 1756 Bröms, född 22 februari 1754, död 17 december 1816 i Stockholm, var en svensk sjömilitär.
Han var son till Lorentz Ingemund Bröms (1710-1773) och Sofia Degerman (1724-1755). Han var gift första gången 1780 med Anna Lovisa Rundsten (född 1759) som var dotter till kaptenen Johan Rundsten men efter skilsmässa gifte han om sig med Sara Margareta Qvast (1759-1834) som var dotter till grosshandlaren Magnus Qvast Petersson.
Lilliestråle gjorde 1767 en resa till Ostindien och återkom till Sverige 1769. Han blev fri volontär vid amiralitetet i Stockholm 1770 och löjtnant där 1774 samt vid svenska arméns flotta 1777. Han blev kapten vid arméns flotta 1789 och major i armén 1799. Lilliestråle blev chef för ett volontärkompani vid arméns flotta 1801 och överstelöjtnant där 1809. Han gjorde i Svenska Ostindiska Kompaniets tjänst nio särskilda resor till Ostindien. Som sjömilitär medverkade han i sjöslaget vid Svensksund den 9 juli 1790 och kommenderade då sjunde avdelningen av kanonsluparna. 
Han blev riddare av Svärdsorden 1805. Han blev medlem 65 i Par Bricole.